# Marko Hudnik
Marko Hudnik, slovenski pesnik, pisatelj, dramatik, kritik in urednik, * 17. december 1931, Maribor - 20. julij 2025.

## Življenjepis
Hudnik je vojni čas od 1941 do 1945 preživel kot izgnanec v Beogradu. Od jeseni 1945 je živel v Ljubljani, kjer je hodil na gimnazijo in leta 1950 maturiral. Od leta 1950 do 1954 je obiskoval Filozofsko fakulteto v Ljubljani, oddelek za primerjalno književnost. V zadnjem letniku je študij opustil in se zaposlil v jeseniški Občinski knjižnici. Tu je služboval do upokojitve 1992. Sodeloval je tudi z Gledališčem Tone Čufar in pri oddajah jeseniškega radia. Kot urednik Letnih časov, glasila Haiku društva Slovenije, ter pisec ocen in teoretičnih člankov je zelo vpliven v slovenskem haikujskem gibanju.

## Literarno delo
Objavljati je začel 1948 in sicer najprej poezijo v Mladinski reviji. Po letu 1950 je začel pisati prozo in po letu 1952 drame (skica za tragedijo Kult mrtvih je bila izbrana na natečaju ljubljanske Drame in uprizorjena na bralnem odru Drame 1956).Ob koncu 60-ih let 20. stoletja je začel pisati eksperimentalno (nadrealistično) prozo (objave v Sodobnosti, Prostoru in času, Problemih) in drugih revijah. Po letu 1980 piše haikuje in je med najbolj pretanjenimi slovenskimi pesniki te poezije.
Izdane knjige:
- Julijan O (roman), Cankarjeva založba, 1984
- Krog sedanjosti (zbirka povesti), DZS, 1985
- Osemdeseta leta (zbirka ocen in esejev), KUK Tone Čufar, 1990
- Vse bolj poredko slišim v sebi glas Tujca (zbirka pesmi), samozaložba, 2001
- Teh nekaj besed sourednik, HDS, 2001
- Jelovškove ženske, Cankarjeva založba, 2005